# Henning Tants
Henning Tants (* 29. Mai 1949 in Hamburg) ist ein deutscher Politiker (CDU).

## Leben
Tants schloss 1973 die Ausbildung für den gehobenen allgemeinen Verwaltungsdienst als Diplom-Verwaltungswirt ab und war anschließend in der Finanzbehörde der Freien und Hansestadt Hamburg für sämtliche Aufgaben im Bereich des städtischen Immobilienmanagements tätig (u. a. Aufbau und Leitung einer Management und Controlling Einheit zur Verwaltung von etwa 12.000 stadteigenen Wohnungen). Von 1996 bis 2004 war er bei der HSH N Projektmanagement und Consult GmbH (PMC), seit 2000 in der Geschäftsführung, für den Aufbau einer Organisationseinheit zur Projektierung und Vermarktung kommunaler Wohn- und Gewerbeimmobilien tätig. Darüber hinaus war er 1990 für die Stadt Dresden bei der Neuordnung des städtischen Gebäudemanagements sowie 1996 bei der Umsetzung des Pilotprojektes im Bereich der Vermögensmobilisierung für die Freie und Hansestadt Hamburg beratend tätig. Vom Jahr 2005 bis zum Jahr 2014 war er als Vorstandssprecher der Sprinkenhof AG verantwortlich für den Großteil des Bestandes bebauter und unbebauter stadteigener gewerblich genutzter Grundstücke der Freien und Hansestadt Hamburg.
Von Oktober 1997 bis Dezember 2004 war er Mitglied der Bürgerschaft der Freien und Hansestadt Hamburg. Als Bürgerschaftsabgeordneter war er von 1998 bis 2001 Mitglied des Bauausschusses sowie von 2001 bis 2004 Vorsitzender des Haushaltsausschusses.
Tants ist verheiratet und hat drei erwachsene Kinder.
| Personendaten    | Personendaten                      |
| ---------------- | ---------------------------------- |
| NAME             | Tants, Henning                     |
| KURZBESCHREIBUNG | deutscher Politiker (CDU) und MdHB |
| GEBURTSDATUM     | 29. Mai 1949                       |
| GEBURTSORT       | Hamburg                            |